# Wrexham A.F.C.
Wrexham Association Football Club (wal. Clwb Pêl-droed Cymdeithas Wrecsam) – walijski klub piłkarski z siedzibą w Wrexham. Klub jest częścią systemu angielskich rozgrywek piłkarskich i występuje w Championship.
Jest najstarszym klubem piłkarskim w Walii oraz jednocześnie trzecim najstarszym klubem na świecie.
W 2006 roku, po problemach finansowych i niespełna dwuletnim zarządzaniu przez administrację, klub został wykupiony przez lokalnych biznesmenów Neville`a Dickensa i Geoffa Mossa za 3,3 mln funtów; w efekcie zmieniona została nazwa klubu z Wrexham Association Football Club na Wrexham Football Club (2006) Ltd.. Od sierpnia 2011 do listopada 2020, Wrexham był klubem należącym do kibiców i przez nich zarządzanym. 16 listopada 2020 właścicielami klubu stali się aktorzy – Amerykanin Rob McElhenney oraz Kanadyjczyk Ryan Reynolds. Podczas spotkania biznesowego, mieli oni przekonać 75% grupy zarządzającej, aby uzyskać władzę we Wrexham. Ostatecznie udało się im przekonać 91,5% grupy, przez co stali się samodzielnymi właścicielami. W 2024 roku klub awansował do EFL League One, a już rok później do EFL Championship.

## Europejskie puchary
Legenda do wszystkich tabel:
- Q – runda eliminacyjna, 1/16, 1/8, 1/4, 1/2 – odpowiednia faza rozgrywek, Grupa – runda grupowa, 1r gr – pierwsza runda grupowa, 2r gr – druga runda grupowa, F – finał, R – runda, PO – play-off
- k. – rzuty karne, los. – losowanie, Dogr. – dogrywka, w. – zasada bramek strzelonych na wyjeździe

| Sezon   | Rozgrywki                 | Runda | Klub              | Dom | Wyjazd | Ogólnie        |
| ------- | ------------------------- | ----- | ----------------- | --- | ------ | -------------- |
| 1972/73 | Puchar Zdobywców Pucharów | 1R    | FC Zürich         | 2–1 | 1–1    | 3–2            |
| 1972/73 | Puchar Zdobywców Pucharów | 2R    | Hajduk Split      | 3–1 | 0–2    | 3–3, w.        |
| 1975/76 | Puchar Zdobywców Pucharów | 1R    | Djurgårdens       | 2–1 | 1–1    | 3–2            |
| 1975/76 | Puchar Zdobywców Pucharów | 2R    | Stal Rzeszów      | 2–0 | 1–1    | 3–1            |
| 1975/76 | Puchar Zdobywców Pucharów | 1/4   | RSC Anderlecht    | 1–1 | 0–1    | 1–2            |
| 1978/79 | Puchar Zdobywców Pucharów | 1R    | HNK Rijeka        | 2–0 | 0–3    | 2–3            |
| 1979/80 | Puchar Zdobywców Pucharów | 1R    | FC Magdeburg      | 3–2 | 2–5    | 5–7            |
| 1984/85 | Puchar Zdobywców Pucharów | 1R    | FC Porto          | 1–0 | 3–4    | 4–4, w.        |
| 1984/85 | Puchar Zdobywców Pucharów | 2R    | AS Roma           | 0–1 | 0–2    | 0–3            |
| 1986/87 | Puchar Zdobywców Pucharów | 1R    | Żurrieq           | 4–0 | 3–0    | 7–0            |
| 1986/87 | Puchar Zdobywców Pucharów | 2R    | Real Saragossa    | 2–2 | 0–0    | 2–2, Dogr., w. |
| 1990/91 | Puchar Zdobywców Pucharów | 1R    | Lyngby BK         | 0–0 | 1–0    | 1–0            |
| 1990/91 | Puchar Zdobywców Pucharów | 2R    | Manchester United | 0–2 | 0–3    | 0–5            |
| 1995/96 | Puchar Zdobywców Pucharów | 1R    | Petrolul Ploeszti | 0–0 | 0–1    | 0–1            |